# Dunbar-szám
A Dunbar-szám egy vélelmezett ismeretelméleti határa annak, hogy egy ember hány stabil szociális kapcsolatot tud egyszerre fenntartani: olyan kapcsolatokat, ahol a részt vevő személy ismer minden másik személyt és a közöttük levő viszonyokat. A számot először Robin Dunbar brit antropológus javasolta az 1990-es években, aki kapcsolatot talált az emlősök agymérete és az általuk használt társadalmi csoportméretek között. Az emlősökön végzett megállapításokat az emberi agyméretre extrapolálva állapította meg, hogy ez alapján az emberek kényelmesen nagyjából 150 közvetlen emberi kapcsolatot tudnak egyszerre fenntartani. Dunbar köznyelven úgy fogalmazott, hogy „azon emberek száma, akiknél nem érzed kényelmetlenül magadat attól, hogy beugorjatok egy italra beszélgetni, amikor egymásba botoltok az utcán”.
Az elmélet szerint az ennél nagyobb csoportoknál általában szigorúbb, részletesebben megfogalmazott szabályok, törvények, vagy karhatalommal betartott érintkezési normák szükségesek a stabil csoportkohézió fenntartásához. Az általánosan elfogadott szám 100 és 250 közé esik, leggyakrabban 150-et használnak mint általánosan elfogadható középértéket. Ez a szám azokra vonatkozik, akikkel egy személy folyamatos kapcsolatot tart fenn; nem tartalmazza azokat, akiket ismer, de a kapcsolat közöttük nem aktív, vagy azokat, akiket különösebb személyes kapcsolat nélkül ismer, mert ezek sokkal inkább a hosszútávú emlékezettől függenek.
Dunbar feltételezte, hogy „ez a korlát közvetlenül függ a neocortex méretétől, és ez meghatározza a csoportok méretét… […] a neocortex feldolgozási korlátai miatt ez az a kapacitás, ahány személlyel képesek vagyunk közvetlenül személyes kapcsolatokat fenntartani”. A határesetek olyan kapcsolatokat tartalmaznak, mint volt kollégák vagy volt iskolai barátok, akikkel a személy szívesen fenntartaná a szociális kapcsolatot, amennyiben találkoznak.

## Fordítás
- Ez a szócikk részben vagy egészben  a   Dunbar's number című angol Wikipédia-szócikk fordításán alapul.  Az eredeti cikk szerkesztőit annak laptörténete sorolja fel. Ez a jelzés csupán a megfogalmazás eredetét és a szerzői jogokat jelzi, nem szolgál a cikkben szereplő információk forrásmegjelöléseként.